# Lucia Varela Gomez
Lucia Varela Gomez (* 10. August 2003) ist eine spanische Volleyballnationalspielerin.

## Karriere
Varela begann ihre Karriere bei CD Padre Faustino. 2018 wechselte sie zu CAEP Soria. Von 2020 bis 2022 spielte die Mittelblockerin bei CV Gran Canaria und wurde mit dem Verein 2021 spanische Meisterin. Mit Igor Gorgonzola Novara erreichte sie in der Saison 2022/23 das Halbfinale in der Champions League und in der italienischen Meisterschaft. Danach wechselte sie zum französischen Verein Quimper Volley. 2024 wurde die spanische Nationalspielerin vom deutschen Bundesligisten Allianz MTV Stuttgart verpflichtet.